# Francisco Sainz y Pinto
Francisco Sainz y Pinto (Lanestosa, 1823—Madrid, 12 de juny de 1853) va ser un pintor espanyol.
Nascut a la localitat biscaïna de Lanestosa, si bé a les obres habitualment apareix adscrita a Cantàbria. Es desconeix en quin moment va establir-se a Madrid, però amb 18 anys consta matriculat a la Reial Acadèmia de Belles Arts de San Fernando, on va ser deixeble de José de Madrazo. Especialitzat en la pintura d'història, els primers anys va pintor diversos quadres de petites dimensions de temàtica costumista i va participar en la Sèrie Cronològica dels Reis d'Espanya, encarregada per Isabel II, de la qual va fer el retrat d'Enric IV de Castella i una còpia d'un retrat, pintat originalment per Federico de Madrazo, del rei consort Francesc d'Assís de Borbó.
També va col·laborar amb diverses publicacions com El Siglo Pintoresco, El Panorama, El Semanario Pintoresco, El Museo de las Familias, etc.
El 1848 es va presentar a una oposició per anar com alumne pensionat a Roma, on va presentar l'obra Tobies retornant la vista al seu pare; l'oposició la van guanyar Luis de Madrazo i Bernardino Montañés, no obstant això, per la qualitat i l'èxit de la seva obra, Sainz va obtenir una pensió extraordinària per Reial Decret el 2 de març de 1848. Durant el seu període pensionat va enviar els treballs reglamentaris a l'Acadèmia de San Fernando Un esclau vigilant l'entrada d'un temple i Psiquis, i també va pintar obres amb les tècniques d'aiguada, de pastel, entre d'altres, realitzant retrats i pintures costumistes d'Itàlia, França i altres països.
La seva carrera va quedar truncada a causa de la seva mort prematura, amb només 30 anys, el 12 de juny de 1853 a resultes d'una malaltia. Manuel Ossorio la qualifica d'afecció cerebral. La mort va succeir el darrer any de pensió, després d'haver estat a Pompeia, i mentre s'estava preparant per anar a París per completar allà la seva formació. Va deixar una obra inacabada, La destrucció de Sagunt.
Va ser enterrat al cementiri de San Isidro, en un acte que va comptar amb la presència dels seus professors i companys.